# Sant’Antonio di Gallura
Sant’Antonio di Gallura ist eine italienische Gemeinde (comune) mit 1427 Einwohnern (Stand 31. Dezember 2023) in der Provinz Nord-Est Sardegna auf Sardinien.

## Geografie
Die Gemeinde liegt etwa 29 Kilometer westnordwestlich von Olbia. Am Westrand der Gemeinde liegt der Lago del Liscia.

## Verkehr
Der Bahnhof der Gemeinde liegt an der Schmalspurbahn (950 mm) der Bahnstrecke Sassari–Palau, die nur noch selten und in der Regel für Touristen befahren wird. Zugangebot besteht i. d. R. fünfmal wöchentlich nach Palau, sowie über Tempio Pausania nach Sassari. Durch die Gemeinde führt die Strada Statale 427 della Gallura Centrale von Calangianus nach Arzachena.